# Бэдмен, Роберт
Роберт Альфред Бриттейн Бэдмен (англ. Robert Alfred Brittain Badman; 5 августа 1882, Бангкок — 30 сентября 1914, Барнет) — британский фехтовальщик-саблист. Участник летних Олимпийских игр 1908 года.

## Биография
Роберт Бэдмен родился 5 августа 1882 года в сиамском городе Бангкок (сейчас в Таиланде), где его отец работал в Британской Ост-Индской компании.
В конце 1890-х годов вместе с семьёй перебрался в Англию, жил в Лондоне.
Работал агентом производителя шерсти.
Был сержантом королевского Вестминстерского стрелкового полка, членом полковой военной школы. Ни разу не выигрывал любительский чемпионат Великобритании, но дважды выходил в финальную группу в 1909 и 1911 годах.
В 1908 году вошёл в состав сборной Великобритании на летних Олимпийских играх в Лондоне. В личном турнире саблистов в четвертьфинальной группе занял 3-е место, победив Лиона ван Миндена из Нидерландов и Исмаэля де Лессепса из Франции и проиграв Дежё Фёльдешу из Венгрии, Санте Чеккерини из Италии и Якобу Экрату де Бари из Германии. В полуфинальной группе занял 4-е место, победив Фрица Яка из Германии, проиграв Лайошу Веркнеру и Дежё Фёльдешу из Венгрии и Георгу ван Россему из Нидерландов.
Умер 30 сентября 1914 года в британском городе Барнет (сейчас часть боро Лондона).